# Powiat Tatabánya
Powiat Tatabánya (węg. Tatabányai járás) – jeden z siedmiu powiatów komitatu Komárom-Esztergom na Węgrzech. Siedzibą władz jest miasto Tatabánya.

## Miejscowości powiatu Tatabánya
- Gyermely
- Héreg
- Környe
- Szárliget
- Szomor
- Tarján
- Tatabánya
- Várgesztes
- Vértessomló
- Vértesszőlős